# Pedernal (San Juan)
Pedernal es una localidad argentina del sur de la provincia de San Juan dentro del departamento Sarmiento.
Se encuentra en el km 38 de la Ruta Nacional 153 y a 92 de la ciudad de San Juan.

Desde el año 2000 Ley 7028, la localidad y su zona aledaña forman parte de las áreas naturales protegidas de la provincia, bajo el nombre de Paisaje protegido Pedernal.

## Clima
Posee buenas características climáticas para la producción de vinos de excelente calidad. Está a una altitud de 1400 m s. n. m., con una variación térmica. También es elegido como lugar de ocio y descanso.

## Población
Cuenta con 422 habitantes (Indec, 2001), lo que representa un incremento del 22,3% frente a los 345 habitantes (Indec, 1991) del censo anterior.

## Sismicidad
La sismicidad del área de Cuyo (centro oeste de Argentina) es frecuente y de intensidad baja, y un silencio sísmico de terremotos medios a graves cada 20 años en distintas áreas aleatorias.

### Terremoto de Caucete 1977
El 23 de noviembre de 1977, la región fue asolada por un terremoto y que dejó como saldo lamentable algunas víctimas, y un porcentaje importante de daños materiales en edificaciones.
El Día de la Defensa Civil fue asignado por un decreto recordando el sismo que destruyó la ciudad de Caucete el 23 de noviembre de 1977, con más de 40.000 víctimas sin hogar. No quedaron registros de fallas en tierra, y lo más notable efecto del terremoto fue la extensa área de licuefacción (posiblemente miles de km²).
El efecto más dramático de la licuefacción se observó en la ciudad, a 70 km del epicentro: se vieron grandes cantidades de arena en las fisuras de hasta 1 m de ancho y más de 2 m de profundidad. En algunas de las casas sobre esas fisuras, el terreno quedó cubierto de más de 1 dm de arena.

### Sismo de 1861
Aunque dicha actividad geológica ocurre desde épocas prehistóricas, el terremoto del 20 de marzo de 1861 señaló un hito importante dentro de la historia de eventos sísmicos argentinos ya que fue el más fuerte registrado y documentado en el país. A partir del mismo la política de los sucesivos gobiernos mendocinos y municipales han ido extremando cuidados y restringiendo los códigos de construcción. Y con el terremoto de San Juan de 1944 del 15 de enero de 1944 (81 años) el gobierno sanjuanino tomó estado de la enorme gravedad sísmica de la región.

## Economía

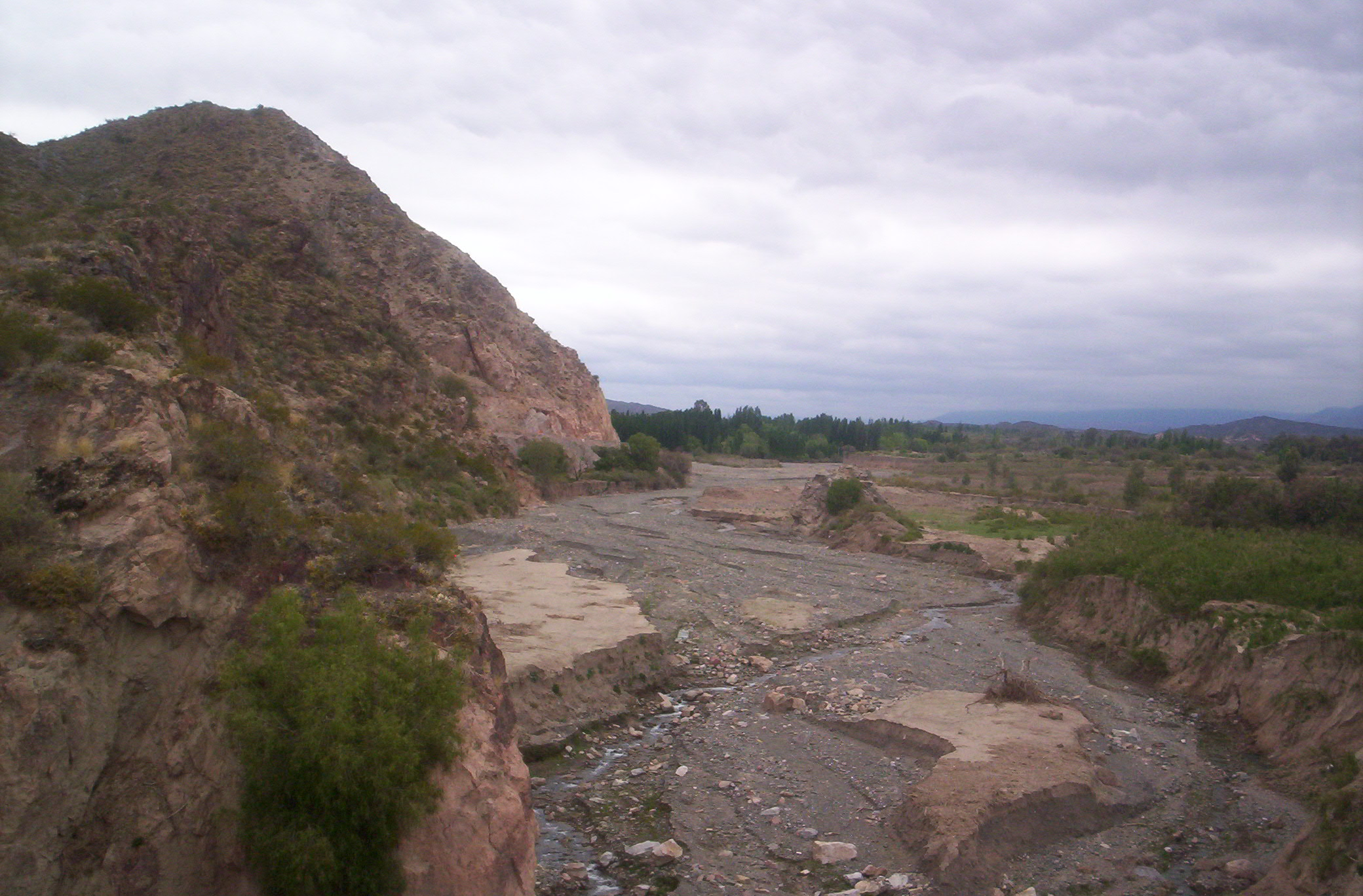
Paisaje de Pedernal.

El Valle de Pedernal posee importantes plantaciones de vid ya que sus características climáticas son propias y diferentes a otras zonas para la producción de vinos de excelente calidad. Su altitud es de 1400 metros sobre el nivel del mar con una variación térmica que supera los 20 °C. Predominan variedades uvas cultivadas como el: Syrah, Cabernet, Malbec y Chardonnay.